# Barrmossbrokvecklare
Barrmossbrokvecklare (Phiaris dissolutana) är en fjärilsart som först beskrevs av Stange 1886.  Barrmossbrokvecklare ingår i släktet Phiaris, och familjen vecklare. Arten är reproducerande i Sverige.